# Christian Monschau
Christian Monschau (Mulhouse, 19 agosto 1958) è un allenatore di pallacanestro ed ex cestista francese.

## Palmarès

### Giocatore
- Tournoi des As: 1

Mulhouse: 1989

### Allenatore

#### Squadra
- Semaine des As/Leaders Cup: 2

Gravelines: 2011, 2013

#### Individuale
- Miglior allenatore della LNB Pro A: 2

Le Havre: 2007-08
Gravelines: 2012-13